# Yukika Sohma
 (mars 2016).
Si vous disposez d'ouvrages ou d'articles de référence ou si vous connaissez des sites web de qualité traitant du thème abordé ici, merci de compléter l'article en donnant les références utiles à sa vérifiabilité et en les liant à la section « Notes et références ».
Yukika Sohma (相馬 雪香, Sōma Yukika, 1912 – 8 novembre 2008) est une universitaire japonaise, fondatrice de l'Association for Aid and Relief.
Fille de l'homme politique Yukio Ozaki et de sa femme Yei Theodora Ozaki, elle est la première traductrice instantanée du Japon. En 1979, elle fonde l'Association d'aide aux réfugiés indochinois, renommée Association for Aid and Relief en 1999.

## Source de la traduction
- (en) Cet article est partiellement ou en totalité issu de l’article de Wikipédia en anglais intitulé « Yukika Sohma » (voir la liste des auteurs).